# Sachsen-Merseburg
Sachsen-Merseburg var ett tyskt hertigdöme i nuvarande Sachsen-Anhalt, 1657-1738.
Merseburg var fordom tyskt markgrevskap emellan Saale och Mulde, på ömse sidor om nedre
Weisse Elster. Trakten omkring staden Merseburg tillföll det nya biskopsdömet Merseburg som 968 upprättades av kejsar
Otto I och lades under Magdeburgs ärkestift. Den ryktbaraste av Merseburgs biskopar är Thietmar av Merseburg (1009–18), författare till en värdefull krönika. 1561, sedan reformationen införts, kom stiftet under Kursachsens förvaltning och förenades 1648 med detta. 1656–1738
tillhörde stiftet linjen Sachsen-Merseburg, en bilinje av den kurfurstliga sachsiska, och tillföll 1815 till större delen Preussen. Domkapitlet fanns i staden Merseburg.

## Regenter
- Christian I (1656–1691)
- Christian II (1691–1694)
- Christian III Moritz (1694–1694)
- Moritz Wilhelm (1694–1731)
- Heinrich (1731–1738)

## Källa
Den här artikeln är helt eller delvis baserad på material från Nordisk familjebok, Merseburg, 1904–1926.